# Plexaura attenuata
Plexaura attenuata är en korallart som beskrevs av Nutting 1910. Plexaura attenuata ingår i släktet Plexaura och familjen Plexauridae. Inga underarter finns listade i Catalogue of Life.